# Péage virtuel
 (mars 2023).
Un péage virtuel (ou shadow-toll) est une forme de partenariat public-privé. Il est proche d'une concession classique dans la mesure où elle confie le soin de construire et d'exploiter un service public (souvent une route ou une autre infrastructure importante) à un prestataire privé. Toutefois, contrairement à une concession classique, les contributions à l'amortissement de la construction et aux frais liés à l'exploitation ne sont pas directement mis à la charge de l'usager, tel un péage classique, l'autorité concédante effectuant ces paiements à la place de l'usager.